# Impruneta
Impruneta ist eine italienische Gemeinde in der Metropolitanstadt Florenz in der Toskana mit 14.346 Einwohnern (Stand 31. Dezember 2023).

## Geografie

Lage von Impruneta in der Metropolitanstadt Florenz

Die Gemeinde erstreckt sich über etwa 49 km². Sie liegt rund 11 km südlich der Provinz- und Regionalhauptstadt Florenz an den Flüssen Greve (20 von 48 km im Gemeindegebiet) und Ema (2 von 27 km im Gemeindegebiet).
Zu den Ortsteilen zählen Bagnolo, Quintole, Le Rose, Pozzolatico, Mezzomonte, Baruffi und Tavarnuzze.
Die Nachbargemeinden sind Bagno a Ripoli, Florenz, Greve in Chianti, San Casciano in Val di Pesa und Scandicci.

## Verkehr
Impruneta hat eine Anschlussstelle an der Autostrada A1. Von hier zweigt der Raccordo autostradale 3 nach Siena ab. Früher hieß die Anschlussstelle Certosa, nach der Certosa San Lorenzo di Galluzzo benannt, ab August 2011 heißt die Anschlussstelle nun Firenze-Impruneta.

## Besonderes
Ton Impruneta: Eine mit besonders hohen Temperaturen gebrannte Terrakotta, deren Ausgangsmaterial aus einem bestimmten Tonvorkommen beim Ort Impruneta stammt, wird Impruneta genannt. Das Material enthält besonders hohe Anteile an Mineralien, Aluminium-, Kupfer- und Eisenoxiden und zeichnet sich durch besonders hohe Frostfestigkeit aus (im Gegensatz zu Siena-Terrakotta).

## Regelmäßige Veranstaltungen
- Festa dell’uva: Die Festa dell’uva (dt. Traubenfest) findet seit 1926 jährlich am letzten Sonntag im September statt. Es zieht Zuschauer aus der ganzen Toskana an. Die vier Quartiere Imprunetas (Sante Marie, Le Fornaci, Pallò und S.Antonio) präsentieren am Fest Wagen, mit denen sie die Weinernte, die Traube und den Wein feiern. Die Wagen werden dabei von zahlreichen Choreografien begleitet.

## Sehenswürdigkeiten

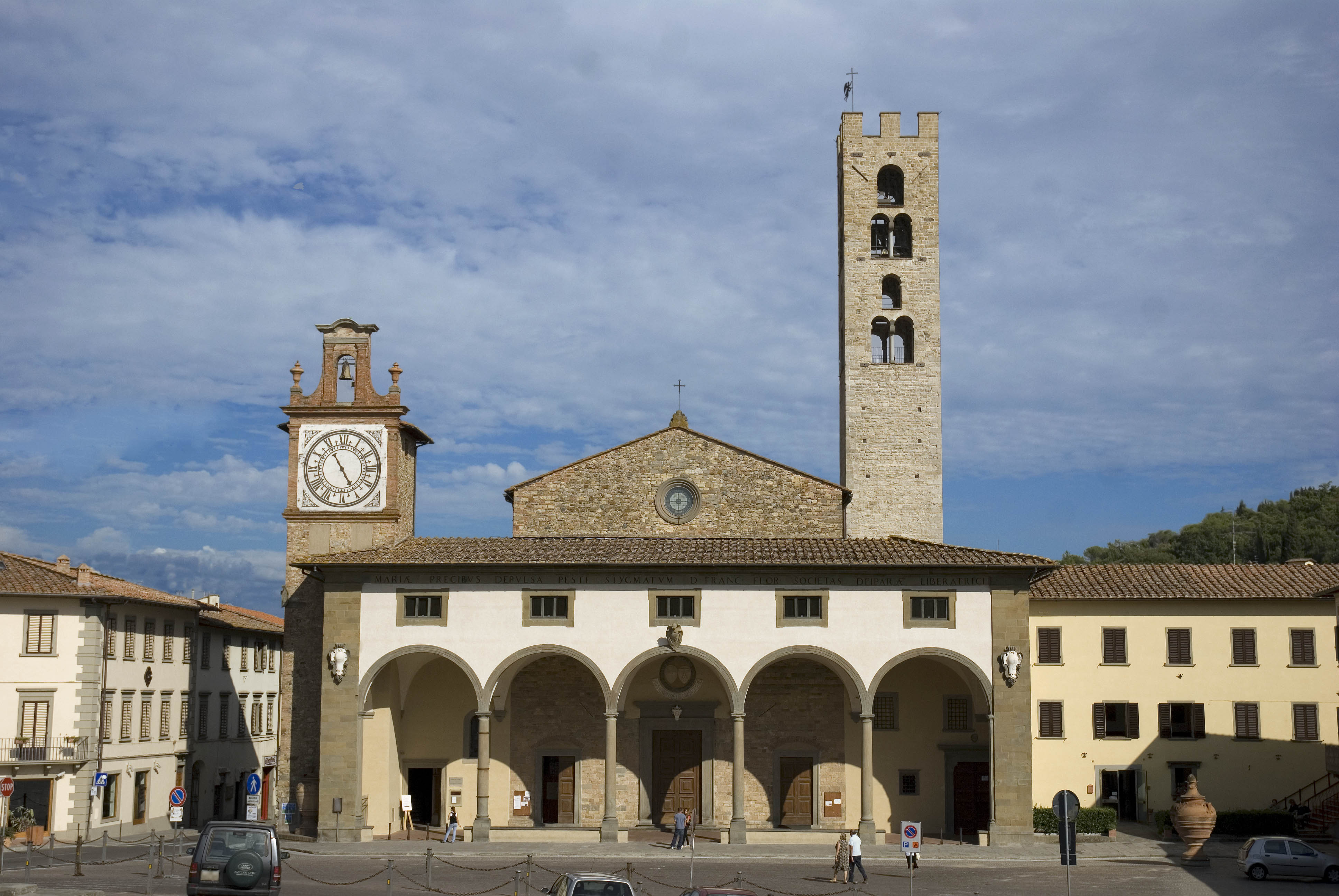
Santuario di Santa Maria, auch Basilica di Pruneta genannt

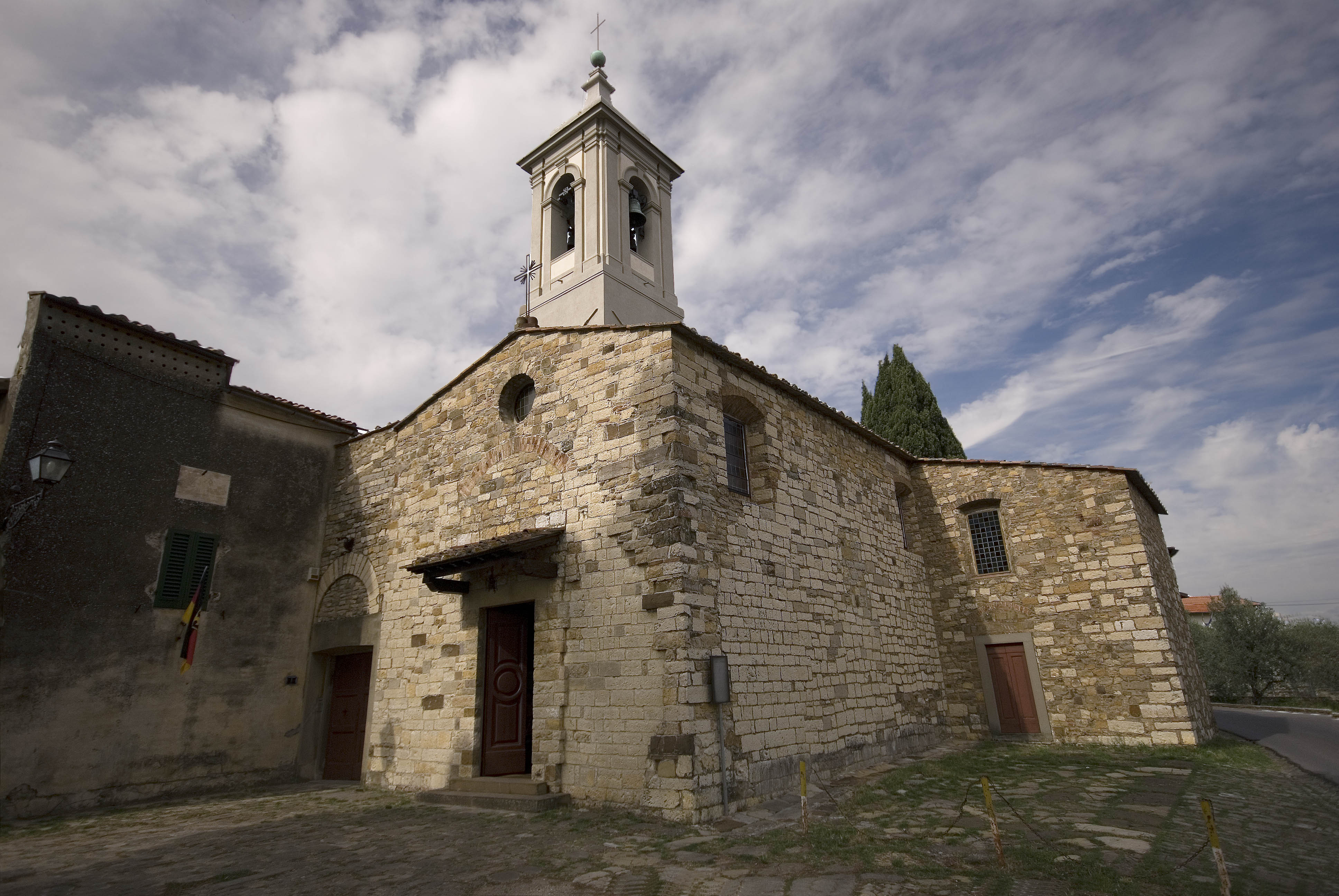
Chiesa di San Pietro in Jerusalem, auch San Gersolè genannt

- Santuario di Santa Maria, Sanktuarium aus dem 11. Jahrhundert und mehrfach modifiziert. Besitzt einen Glockenturm aus dem 13. Jahrhundert. Im Innern der Kirche befinden sich wertvolle Malereien und Skulpturen aus der Werkstatt des Benedetto da Maiano, des Giovanni Biliverti und des Giovanni Domenico Ferretti sowie eine Predella aus dem 15. Jahrhundert, ein Polyptychon und ein Kreuzgang aus dem 14. Jahrhundert. Das Museum birgt eine Sammlung von geschichtlich und künstlerisch interessanten Materialien verschiedener Jahrhunderte.
- Chiesa di San Lorenzo alle Rose, 1120 dokumentierte Kirche
- Chiesa di San Miniato, bereits 1156 schriftlich erwähnte Kirche im Ortsteil Quintole
- Chiesa di San Pietro in Jerusalem, auch San Gersolè genannt, bereits 1156 erwähnte Kirche
- Chiesa dei Santi Stefano e Caterina, Kirche im Ortsteil Pozzolatico, enthält das Werk Madonna col Bambino e San Giovanni tra i santi Cosma e Damiano von Alessandro Allori aus dem Jahr 1582.
- Florence American Cemetery and Memorial, amerikanischer Soldatenfriedhof
- Terrakotta-Öfen in Impruneta: Eine Anzahl Handwerker erzeugen Terrakotten aus dem Lehm der Gegend – von handgefertigten dekorativen Tonwaren in allen Größen, riesigen Pflanzenkübeln für den Garten, Ölgefäßen, bis zu kleinen oder lebensgroßen Statuen – und bieten diese in kleinen Läden zum Verkauf an. Ebenso werden handbemalte Teller und Krüge angeboten.

## Gemeindepartnerschaften
Impruneta hat Gemeindepartnerschaften mit folgenden drei Orten:
- Bellerive-sur-Allier im Département Allier, Frankreich, seit 1986
- Hadamar, Deutschland, seit 1991
- Prachatice, Tschechien

## Söhne und Töchter der Gemeinde
- Accursius (1182/85–1260/63), Rechtsgelehrter und Glossator in Bologna
- Martina Stella (* 1984), Filmschauspielerin und Fotomodell